# (19084) Eilestam
(19084) Eilestam est un astéroïde de la ceinture principale.

## Description
(19084) Eilestam est un astéroïde de la ceinture principale. Il fut découvert le 2 septembre 1978 à La Silla par Claes-Ingvar Lagerkvist. Il présente une orbite caractérisée par un demi-grand axe de 2,31 UA, une excentricité de 0,06 et une inclinaison de 6,7° par rapport à l'écliptique.